# Санпетру де Кампије (Муреш)
Санпетру де Кампије (рум. Sânpetru de Câmpie) насеље је у Румунији у округу Муреш у општини Санпетру де Кампије. Oпштина се налази на надморској висини од 343 m.

## Становништво
Према подацима из 2011. године у насељу је живело 1110 становника.